# Nina Baresso
Nina Baresso, född 3 juli 1975 i Södertälje, är en svensk basketspelare (point guard), som 2025 spelar för Huddinge Basket.
Med sina 14 säsonger i högstaligan och tre SM-guld och proffsspel i Spanien är Baresso en av svensk baskets stora profiler. Hon har även varit expertkommentator för Sveriges Radio.

## Biografi
Nina Baresso inledde basketbollskarriären i Södertälje BBK. År 1992 gjorde Nina Baresso sina första matcher i svensk baskets högsta liga.

## Meriter[8]
- SM Guld: 2001 08 Stockholm
- SM Guld: 2002 Solna Vikings
- SM Guld: 2004

## Karriär
| Säsong    | Lag           | Matcher | Poängsnitt |
| --------- | ------------- | ------- | ---------- |
| 2019-2020 | Alvik Basket  | 15      | 2.1        |
| 2014-2015 | Akropol BBK   | 27      | 11.2       |
| 2009-2010 | KFUM Järfälla | 4       | 16.5       |
| 2004-2005 | TelgeBasket   | 27      | 16.2       |
| 2003-2004 | Solna Vikings | 22      | 10.9       |
| 2002-2003 | Solna Vikings |         |            |
| 2000-2001 | 08 Alvik      |         |            |

| Säsong    | Lag             | Matcher | Poängsnitt |
| --------- | --------------- | ------- | ---------- |
| 2020-2021 | Huddinge Basket | 4       | 19.3       |
| 2018-2019 | Huddinge Basket | 16      | 26.4       |
| 2017-2018 | Huddinge Basket | 24      | 20.6       |
| 2016-2017 | Huddinge Basket | 24      | 18.2       |
| 2015-2016 | Huddinge Basket | 2       | 18         |
| 2013-2014 | Akropol Basket  | 22      | 22.8       |
| 2012-2013 | Akropol Basket  | 22      | 21.7       |
| 2010-2011 | KFUM Järfälla   | 18      | 18         |
| 2009-2010 | KFUM Järfälla   | 11      | 12.2       |
| Total:    |                 | 143     | 20.3       |

| Landslag | Matcher | Poäng | Poängsnitt |
| -------- | ------- | ----- | ---------- |
| U20      | 3       | 23    | 7.7        |
| U18      | 2       | 21    | 10.5       |
| Seniorer | 23      | 129   | 5.5        |